# Andzakhí Dzor
Andzakhí Dzor (armeni: Անձախի ձոր) fou un districte de Baspracània, a la part nord-est del Regne d'Armènia. El riu Kotor el travessava d'oest a est. Limitava a l'est amb el Zaravand i Her; al sud amb l'Albag (Gran Albag); a l'oest amb el Krjuniq; i al nord amb l'Aland Rot.